# Патсынъя
Патсынъя (устар. Патсын-Я) — река в Берёзовском районе Ханты-Мансийского автономного округа. Устье реки находится на 44-м км по левому берегу реки Тапсуй. Длина реки составляет 18 км. В 1 км от устья, по правому берегу реки впадает река Патсын-Я-Тоип.

## Данные водного реестра
По данным государственного водного реестра России относится к Нижнеобскому бассейновому округу, водохозяйственный участок реки — Северная Сосьва, речной подбассейн реки — Северная Сосьва. Речной бассейн реки — (Нижняя) Обь от впадения Иртыша.